# John Goss
John Goss (Fareham, 27 de diciembre de 1800 - 10 de mayo de 1880) fue un organista, compositor y profesor inglés.
Nacido en una familia de músicos, Goss fue un niño que empezó a cantar en el coro de la Capilla Real de Londres, siendo más tarde alumno de Thomas Attwood, organista de la catedral de San Pablo. Después de un breve período como miembro del coro en una compañía de ópera, fue nombrado organista de una capilla en el sur de Londres, pasando luego a cargos de organista en otros lugares más prestigiosos, como en la iglesia de San Lucas en Chelsea y, finalmente, en la catedral de San Pablo, donde luchó por mejorar los estándares musicales. 
Como compositor, Goss escribió poco para orquesta, siendo más conocido por su música vocal, tanto religiosa como secular. Entre sus composiciones más conocidas se encuentran las melodías de sus himnos 'Alabado seas, alma mía, el Rey de los cielos' (Praise, my soul, the King of heaven) y 'Mira, en medio de la nieve del invierno' (See, Amid the Winter's Snow).
De 1827 a 1874, Goss fue profesor en la Royal Academy of Music, enseñando armonía. También enseñó en San Pablo. Entre sus alumnos en la academia estaban Arthur Sullivan, Frederic Cowen y Frederick Bridge. Su alumno más conocido en San Pablo fue John Stainer, quien lo sucedió como organista allí.

## Biografía

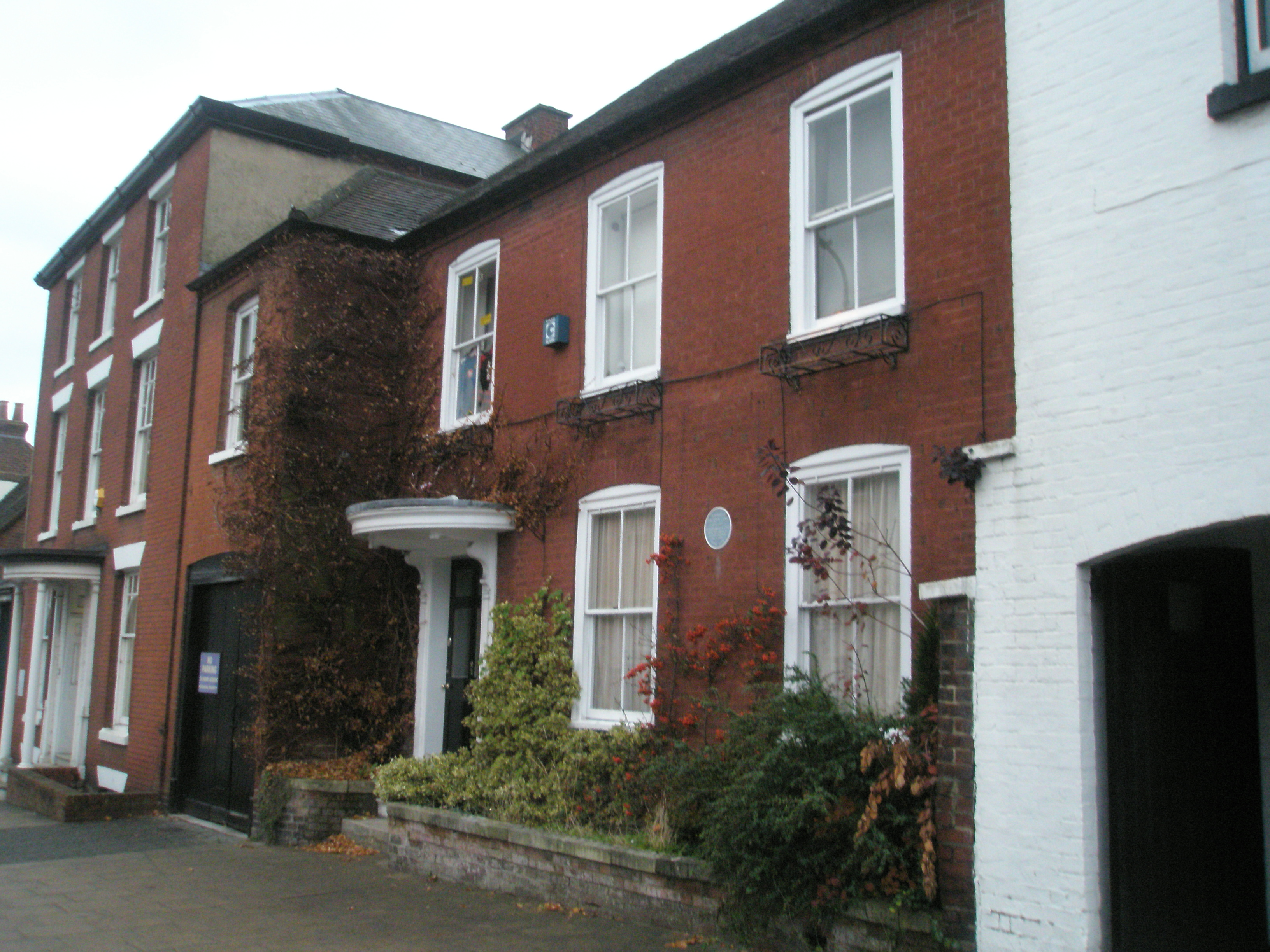
Antigua casa de Goss en Fareham.

Goss nació en un entorno musical. Su padre, Joseph Goss, era organista de la iglesia parroquial de Fareham en Hampshire, donde anteriores miembros de la familia habían sido cantantes célebres. A la edad de ocho años, el niño fue enviado a una escuela en Ringwood. Tres años más tarde se fue a Londres bajo el cuidado de su tío, John Jeremiah Goss, un cantante de los coros de la Capilla Real, la catedral de San Pablo y la abadía de Westminster. El joven Goss se convirtió en uno de los Hijos de la Capilla Real. El maestro del coro en ese momento era John Stafford Smith, un músico conocido por componer la canción A Anacreonte en el cielo (To Anacreon in Heaven), que luego se usó como melodía del himno nacional estadounidense. Como educador, Smith combinó una dura disciplina con un estrecho curriculum musical. Confiscó la partitura de Goss de los conciertos para órgano de Händel con el argumento de que los miembros del coro de la Capilla Real estaban allí para aprender a cantar y no a tocar.
Cuando su voz se quebró en 1816, Goss dejó el coro y se fue a vivir con su tío. El anciano Goss era bien conocido como maestro y en ese momento estaba enseñando a James Turle, más tarde organista de la abadía de Westminster. El joven Goss, sin embargo, se convirtió en alumno de Thomas Attwood, organista de la Catedral de San Pablo. A diferencia del rígido y duro Smith, Attwood, antiguo alumno de Mozart, era un músico de amplias simpatías y bondadosa disposición. Mendelssohn lo llamaba 'querido viejo Sr. Attwood', y Goss se volvió devoto de su maestro, con quien aprendió el arte de la composición y la orquestación.
Con dificultades, al principio, de conseguir un puesto como organista, Goss ganaba dinero uniéndose al coro de una compañía de ópera. Bajo la dirección de Henry Bishop, participó en la primera representación en Inglaterra de la ópera Don Giovanni 'muy modificada bajo la dirección de Bishop' en el King's Theatre en abril de 1817.
Una de las primeras composiciones de Goss fue Negro Song (1819) para tres voces, escrita para una pequeña orquesta (cuerdas, flautas, oboes, clarinetes y dos trompetas). Otra fue una canción romántica, Wert thou like me, con letra de Walter Scott, que Goss dedicó a su prometida, Lucy Emma Nerd (1800–1895).

### Organista y profesor

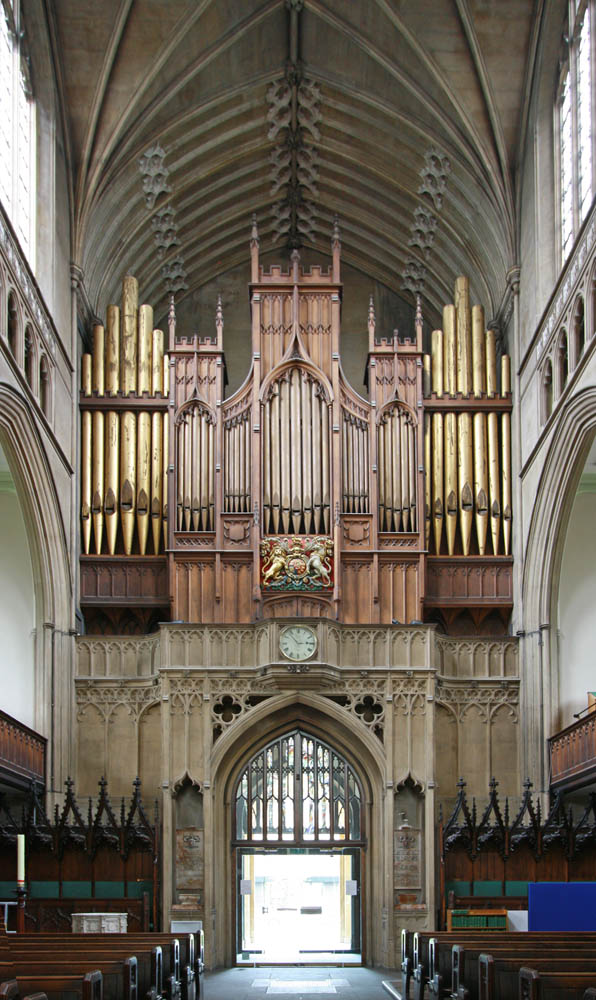
Interior de la iglesia de San Lucas, Chelsea.

En 1821, Goss se casó con su prometida y consiguió un puesto como organista en la capilla de Stockwell (más tarde conocida como iglesia de San Andrés), en el sur de Londres. Ocupó este cargo durante cuatro años, antes de ganar un concurso abierto para el puesto mucho más prestigioso de organista en la iglesia de San Lucas, en Chelsea, entonces llamada Chelsea New Church, en diciembre de 1824. El salario era de 100£ al año, equivalente a más de 80.000£ en términos de ingresos de 2009.
Goss compuso una pequeña cantidad de piezas orquestales en este período. Dos oberturas, en fa menor y mi bemol mayor, escritas alrededor de 1824, que se tocaron y publicaron en 1827, con un éxito considerable. Compuso música incidental para el melodrama de John Banim The Serjeant's Wife , interpretado en la English Opera House el 24 de julio de 1827. El único comentario de The Observer sobre la contribución del compositor fue: 'La música, que del Sr. Goss, ni deleita ni ofende'. A partir de entonces, Goss evitó la composición orquestal y rechazó una solicitud de la Sociedad Filarmónica de Londres de otra pieza orquestal en 1833. Como compositor, Goss fue conocido por su música vocal. Sus canciones para solistas y glees fueron muy interpretadas y fueron reseñadas favorablemente en la prensa musical.

## Obras

### Himnos
Lista de himnos:
- Almighty and merciful God
- Almighty and everlasting God
- And the King said to all the people
- Behold! I bring you good tidings
- Blessed is the man
- Brother, thou art gone before us
- Christ is risen
- Christ our passover
- Come, and let us return unto the Lord
- Enter not into judgment
- Fear not, O land, be glad and rejoice
- Forsake me not
- The glory of the Lord
- God so loved the world
- Have mercy upon me, O God
- Hear, O Lord
- Hosanna; for unto us
- I am the resurrection and the life
- I heard a voice from heaven
- I will magnify thee, O God
- If we believe that Jesus died
- In Christ dwelleth
- Let the wicked forsake his way
- Let thy merciful ear
- Lift up thine eyes round about
- The Lord is my strength
- Lord, let me know mine end
- Man that is born of a woman
- My voice shalt thou hear
- O give thanks unto the Lord
- O Lord God, thou strength of my health
- O Lord, thou art my God
- O praise the Lord
- O praise the Lord of heaven
- O Saviour of the world
- O taste, and see, how gracious the Lord is
- Praise the Lord, O my soul
- Praise waiteth for thee
- The Queen shall rejoice
- Requiem aeternam
- The souls of the righteous / Requiem aeternam
- Stand up and bless the Lord your God
- There is none like unto the God of Jeshurun
- These are they which follow the Lamb
- Wherewithal shall a young man
- The wilderness
- Will God in very deed